# Harriet Anena
Harriet Anena est une écrivaine, poète et journaliste ougandaise. Elle est notamment l'auteure de poèmes remarqués, qui témoignent aussi de l'histoire difficile de son pays au XXe siècle

## Biographie
Née de parents d'origine acholi, Anena grandit dans le district de Gulu, en Ouganda, pendant la guerre de deux décennies menée par les rebelles de l'Armée de résistance du Seigneur , un épisode qui donne naissance à ses premiers écrits et les influence. Anena fréquente l'école primaire publique de Gulu, l'école secondaire du Sacré-Cœur et le lycée central de Gulu. Elle obtient une licence en communication de masse à l'université de Makerere en 2010 et un master en droits de l'homme dans la même institution en 2018. Elle poursuit ensuite un programme de maîtrise en écriture à l'université Columbia de New York.
Elle devient ensuite journaliste ougandaise. Elle travaille au journal Daily Monitor, en tant que reporter, puis sous-rédactrice en chef, de 2009 à septembre 2014. Elle publie des articles dans le Daily Monitor, New Vision et The Observer (en). Elle enseigne également l'écriture spécialisée à l'université islamique d'Ouganda.
Elle se consacre en parallèle à l'écriture. Anena écrit son premier poème, The plight of the Acholi child , en 2003, qui remporte un concours d'écriture organisé par l'Acholi Religious Leaders Peace Initiative et lui permet d'obtenir une bourse pour ses études de premier cycle. En 2013, un de sespoèmes est sélectionné pour le Ghana Poetry prize , abordant des thèmes tels que la violence au sein des familles. A Nation In Labour, publié en 2015, est son premier livre, un recueil de poèmes « socialement conscients »,. En novembre 2018, A Nation In Labour est présélectionné pour le prix biennal Wole Soyinka de littérature en Afrique, aux côtés des recueils de Tanure Ojaide et Servio Gbadamosi,,,. Le 9 décembre 2018, lors d'une cérémonie de remise des prix organisée à Lagos, au Nigéria, Anena et Ojaide sont annoncés comme étant les lauréats conjoints, par le jury, Toyin Falola, Olu Obafemi et Margaret Busby (présidente),.

## Publications

### Recueil de poésie
- (en) Harriet Anena, A Nation In Labour, Millennium Press Limited, 2015

### Poèmes
- Forgiveness et We Arise, dans (en) A thousand voices rising : An anthology of contemporary African poetry, 2014, Beverley Nambozo Nsengiyunva (BN Poetry Foundation) (ISBN 978-9970-9234-0-3)
- (en) Harriet Anena, « Violent Love », sur le site somanystories.ug, 2014 (consulté le 8 août 2016).
- (en) « I Died Alive (SUUBI p.35) » [PDF], sur The Suubi Collection, 2013 (consulté le 8 août 2016).